# Chapelle Saint-Barthélemy de Mougins
La Chapelle Saint-Barthélemy est une chapelle du Xe siècle située à Mougins dans le département français des Alpes-Maritimes.

## Historique
Cette chapelle fait l’objet d’une inscription au titre des monuments historiques depuis le 22 décembre 1941.

## Présentation
Intéressant monument historique, de forme octogonale particulièrement rare pour un édifice religieux, avec son abside en hémicycle, son porche abritant sa porte d'entrée, son petit clocher qui coiffe son chevet. Son plan serait une survivance des martyria du christianisme primitif.

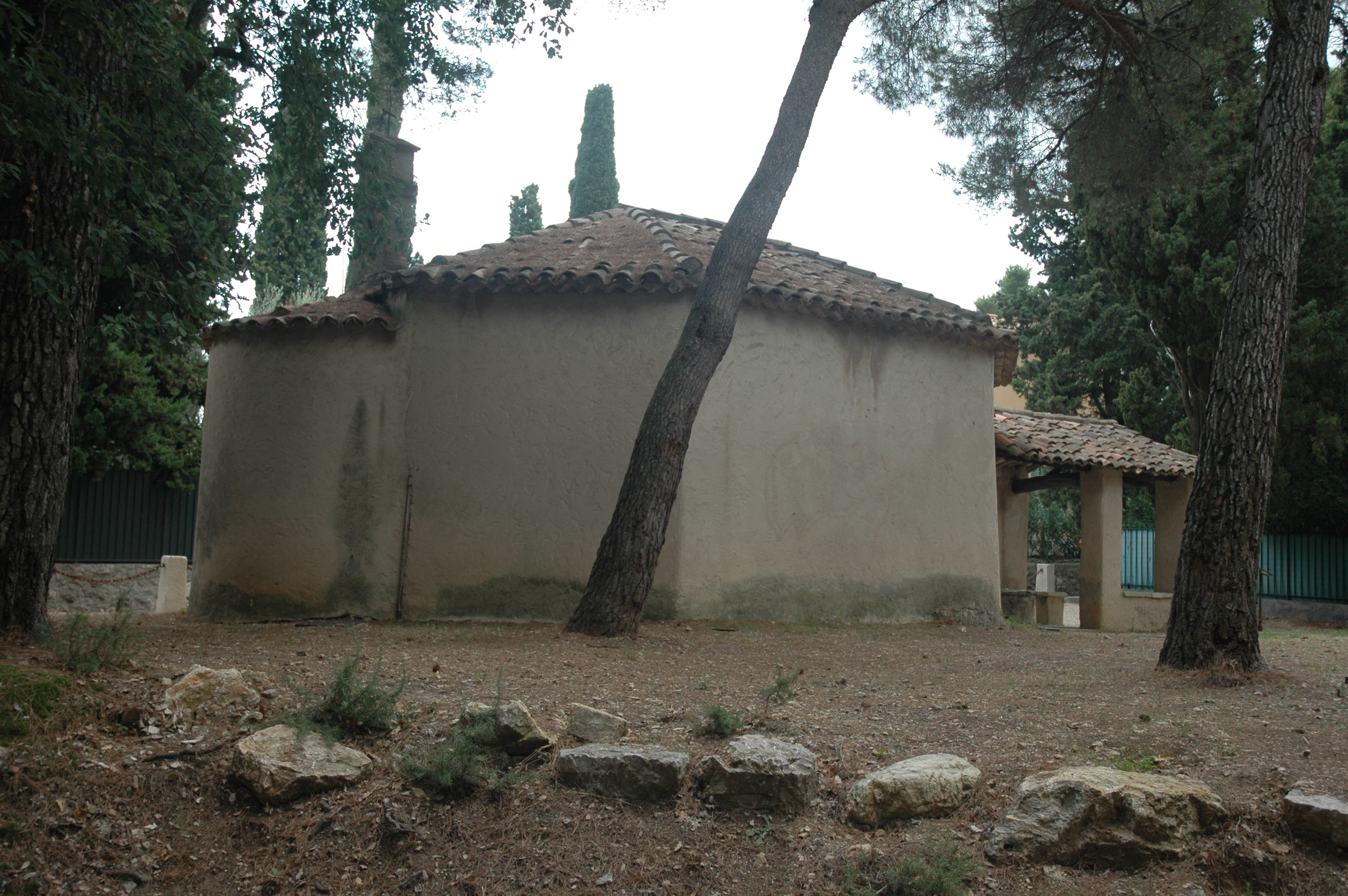
Vue de l'arrière
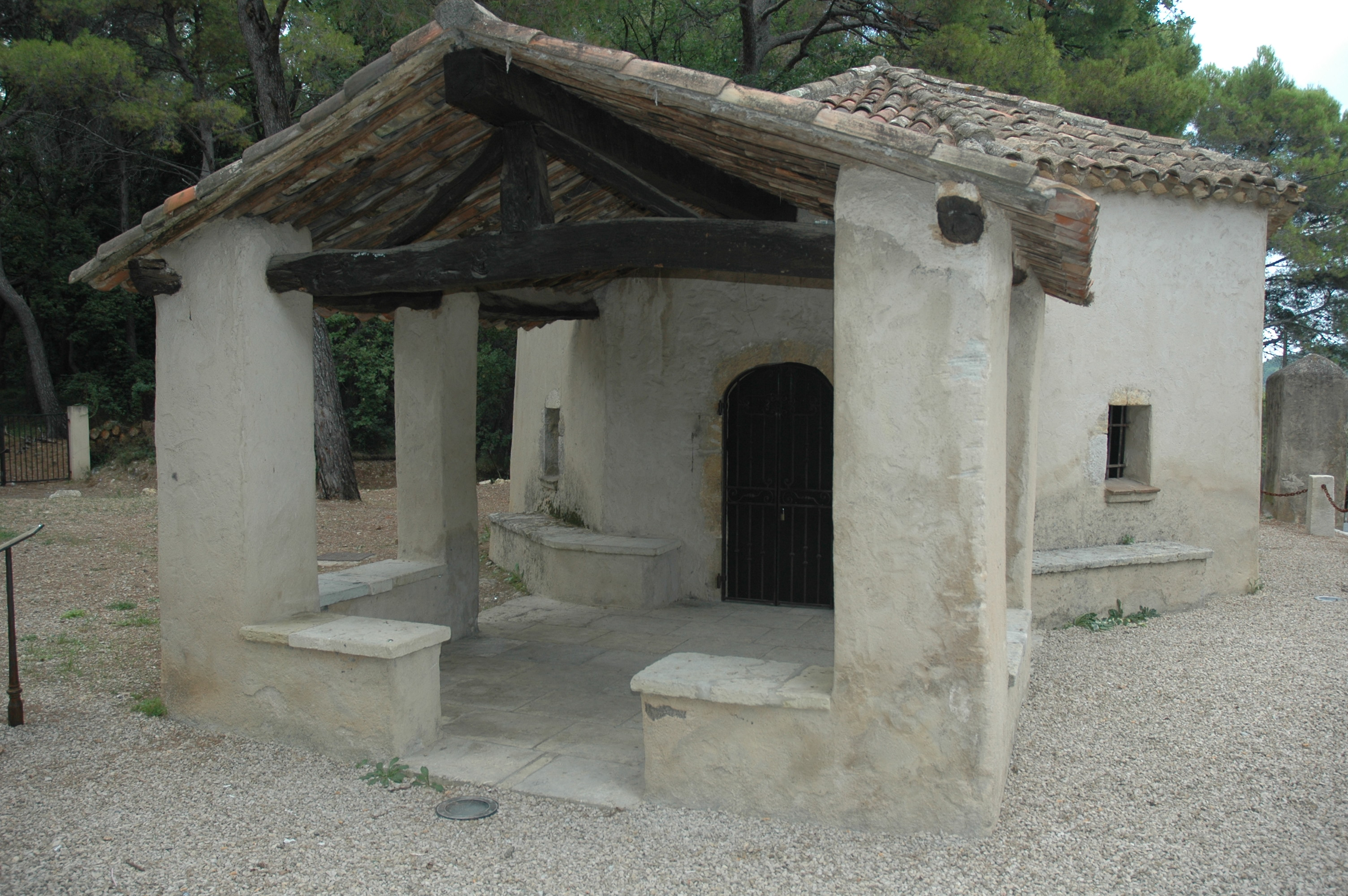
Vue du porche
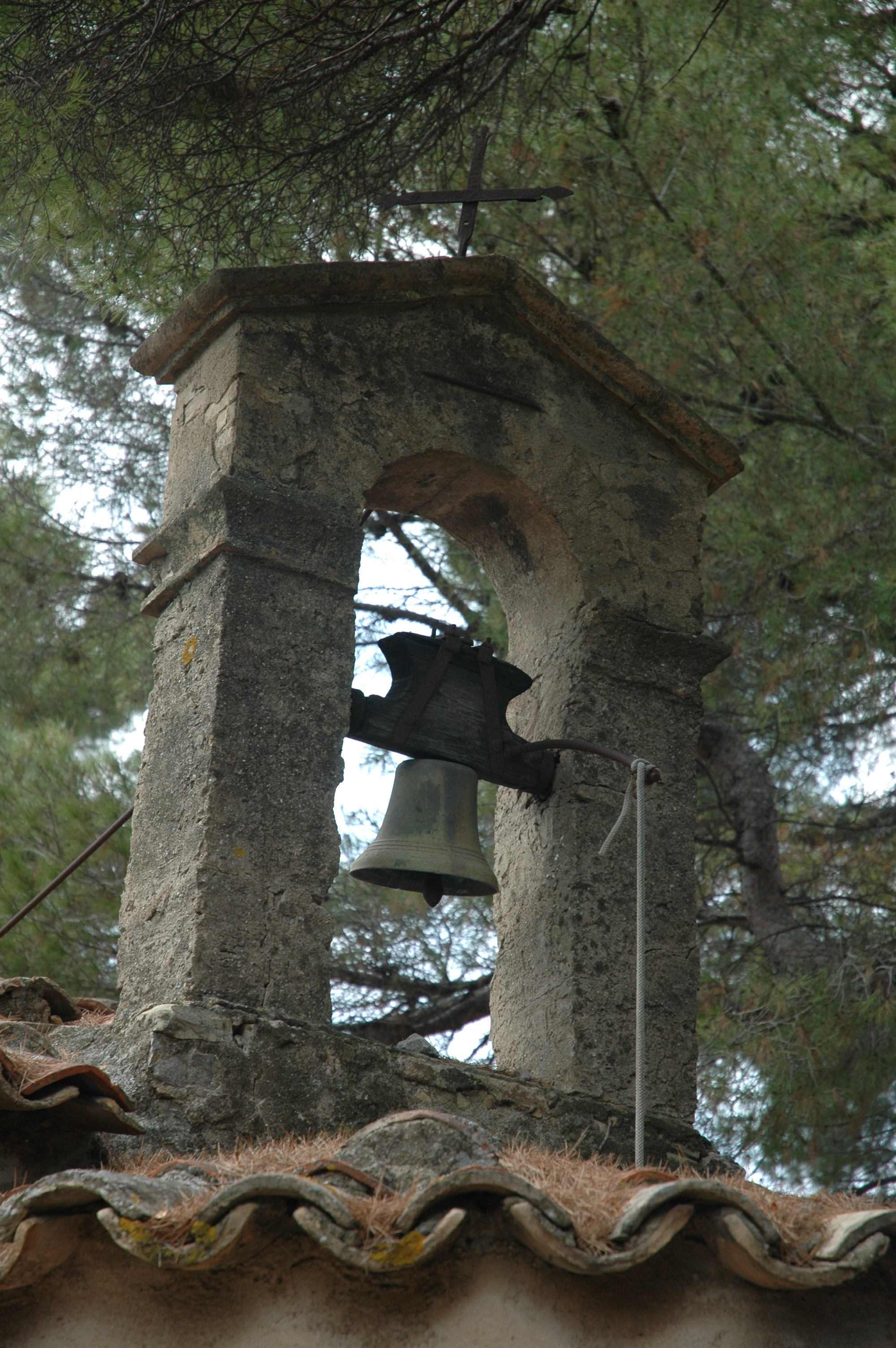
Vue du clocher
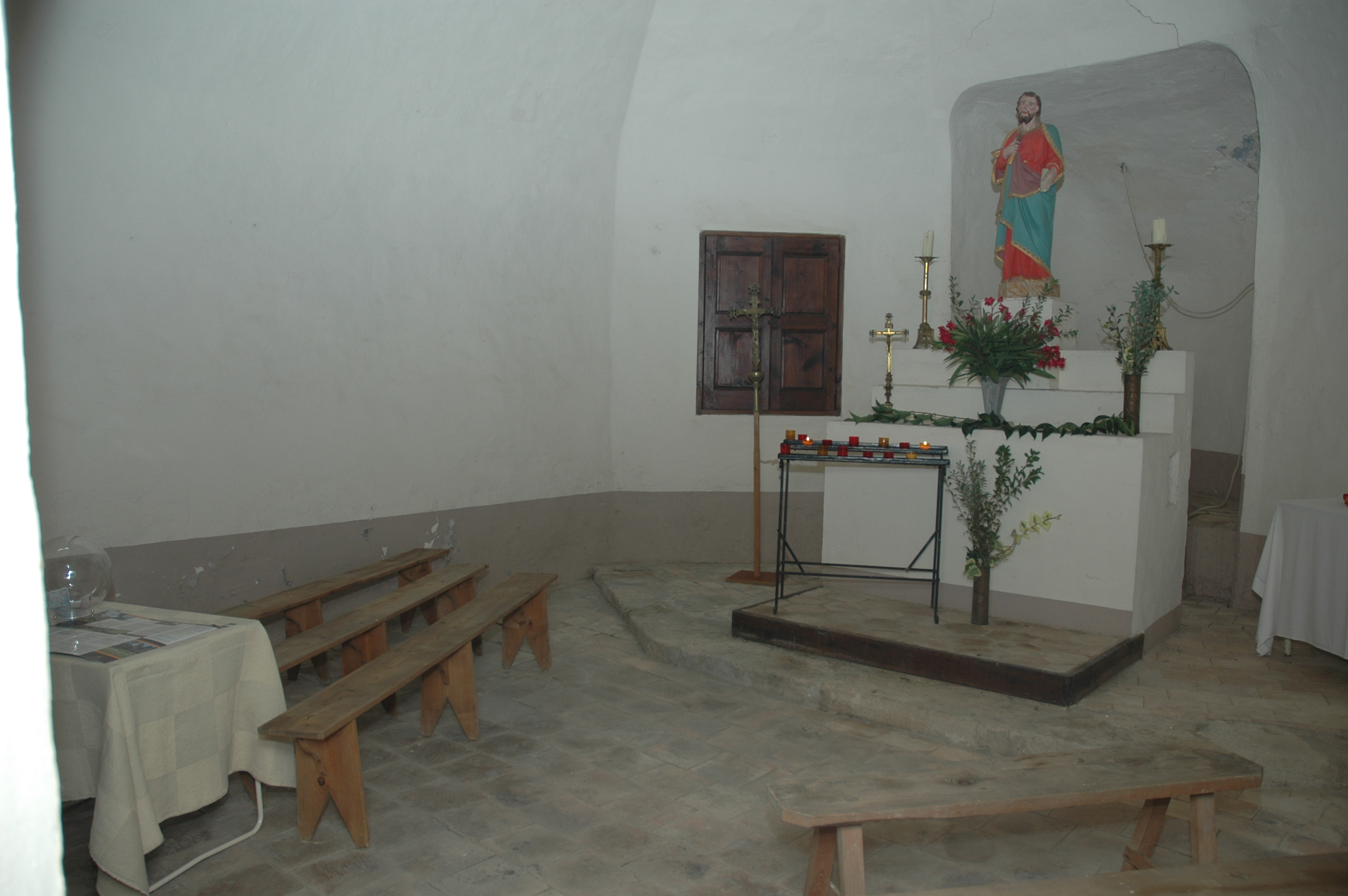
Vue de l'intérieur